# Alto Piquiri (ort)
Alto Piquiri är en ort i Brasilien.   Den ligger i kommunen Alto Piquiri och delstaten Paraná, i den södra delen av landet, 1 100 km sydväst om huvudstaden Brasília. Alto Piquiri ligger 424 meter över havet och antalet invånare är 10 039.
Terrängen runt Alto Piquiri är huvudsakligen platt. Alto Piquiri ligger uppe på en höjd. Runt Alto Piquiri är det ganska glesbefolkat, med 31 invånare per kvadratkilometer.. Det finns inga andra samhällen i närheten.
Omgivningarna runt Alto Piquiri är huvudsakligen savann.